# Frogmore (Windsor)

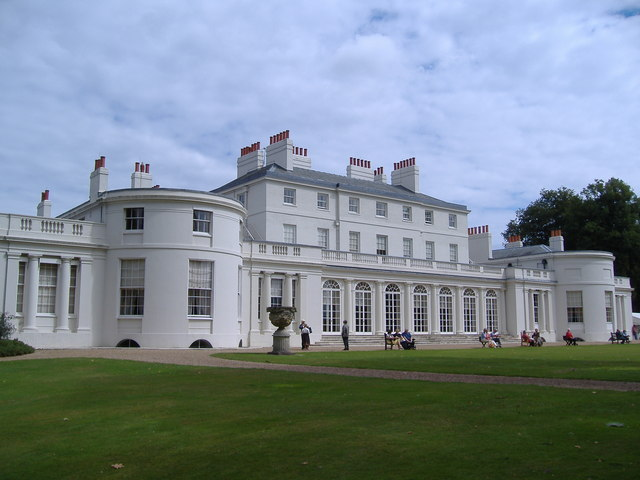
Frogmore House

Frogmore (offiziell Frogmore Estate oder Frogmore Gardens) ist ein Anwesen auf dem Gelände von Schloss Windsor in der englischen Grafschaft Berkshire, ca. 35 km westlich von London (Stadtmitte). Markante Bauwerke sind Frogmore House, das Mausoleum der Duchess of Kent, das Royal Mausoleum für Königin Victoria und Prinz Albert sowie der Royal Burial Ground als privater Friedhof der königlichen Familie. Das Gut umfasst etwa 33 acres (130.000 m2).  
Das Anwesen wird von der königlichen Familie in privatem Rahmen genutzt und ist für die Öffentlichkeit nur an wenigen Tagen des Jahres zugänglich. Sein Name leitet sich von den Fröschen ab, die in großer Zahl in der tiefliegenden sumpfigen Gegend nahe bei der Themse leben. Auf dem Anwesen befindet sich auch Frogmore Cottage.

## Frogmore House

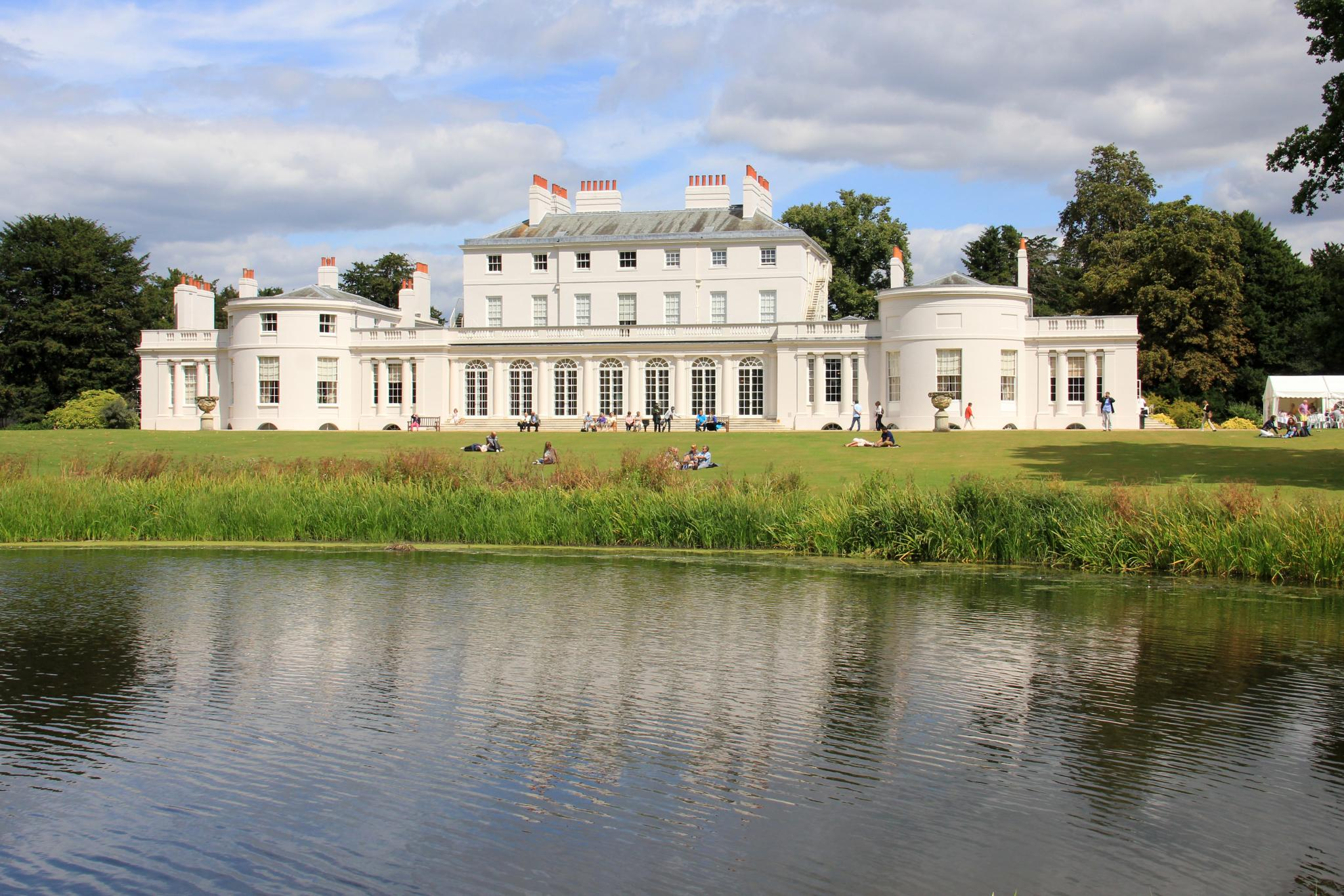
Frogmore House

Frogmore House wurde 1680 erbaut und 1792 von Königin Charlotte gekauft. Königin Victorias Mutter, Victoria von Sachsen-Coburg-Saalfeld, Duchess of Kent, lebte hier als Witwe und wurde später in einem für sie im Park erbauten Mausoleum (siehe unten) bestattet. Nach ihrem Tod diente Frogmore House diversen Verwandten der königlichen Familie als Wohnsitz. Um 1900 lebten hier etwa Admiral Prinz Ludwig Alexander von Battenberg und Prinzessin Victoria Alberta von Hessen und bei Rhein, eine Enkelin Königin Victorias. Ihr Sohn Louis, später  Erster Seelord und Vizekönig von Indien,  wurde in Frogmore House geboren. Am 19. Mai 2018 fand hier der Hochzeitsball für Harry, Duke of Sussex und Meghan Markle auf Einladung des Bräutigamsvaters, Charles, Prince of Wales, statt (siehe auch: Hochzeit von Prinz Harry und Meghan Markle). Als William, Prince of Wales, plante, von London nach Windsor zu ziehen, wo seine Kinder mehr freien, aber sicheren Auslauf haben als in dem von Besuchern und Touristen umlagerten Kensington Palace, soll er erwogen haben, Frogmore House zu beziehen, entschied sich wegen dessen Größe und wegen des Aufwands der erforderlichen Renovierungsarbeiten dann aber für das neben Windsor Castle gelegene, vergleichsweise kleine Adelaide Cottage.

## Grablegen

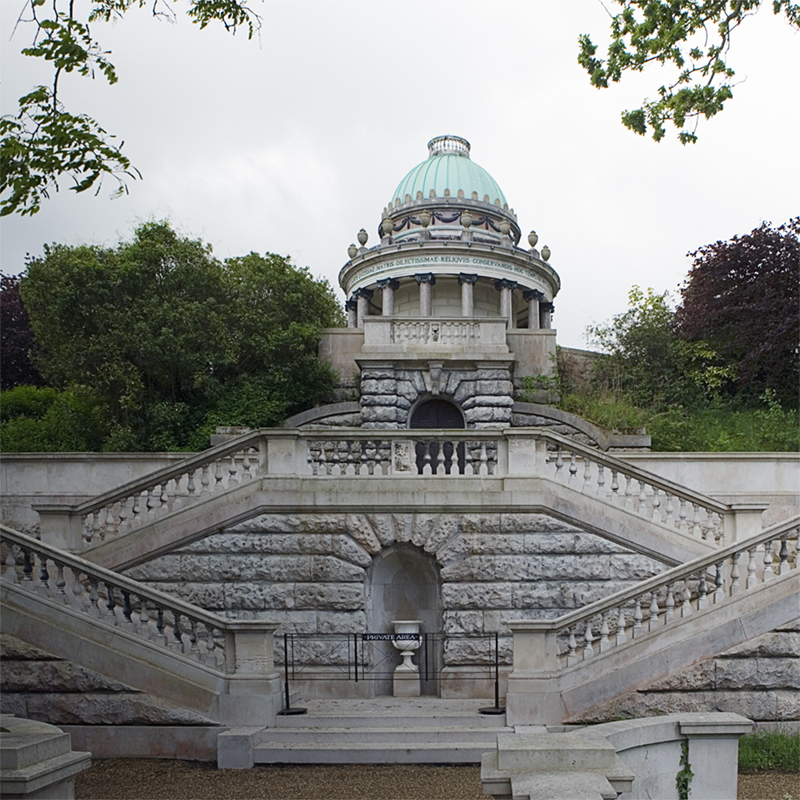
Mausoleum der Duchess of Kent

In den Gartenanlagen von Frogmore House ließ Königin Victoria in unmittelbarer Nähe zum Mausoleum ihrer Mutter ein zweites Mausoleum (Royal Mausoleum, 51° 28′ 26,4″ N, 0° 35′ 54″ W) erbauen, das für sie selbst sowie ihren Mann bestimmt war, da sie nicht in einer der beiden bedeutenden Grablegen der englischen Könige (Westminster Abbey oder Windsor Castle) bestattet werden wollten. Auf einer Rasenfläche hinter dem Royal Mausoleum befindet sich der Königliche Friedhof (Royal Burial Ground), auf dem seit 1928 die meisten Mitglieder der Königsfamilie – mit Ausnahme der Monarchen und ihrer Ehepartner – beerdigt werden. 
Folgende Mitglieder des englischen Königshauses fanden in Frogmore ihre letzte Ruhe:

### Mausoleum der Duchess of Kent
1. Victoria von Sachsen-Coburg-Saalfeld, Duchess of Kent (17. August 1786 – 16. März 1861) – (Mutter von Königin Victoria)

### Royal Mausoleum

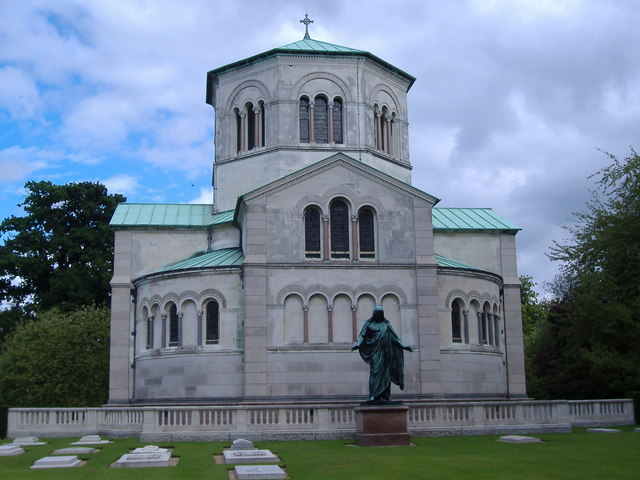
Royal Mausoleum, davor Gräber von Familienmitgliedern

1. Prinz Albert von Sachsen-Coburg und Gotha (26. August 1819 – 14. Dezember 1861) – (Gemahl von Königin Victoria)
2. Königin Victoria von Großbritannien (24. Mai 1819 – 22. Januar 1901)

### Royal Burial Ground
1. Prinz Harold (12. Mai 1876 – 20. Mai 1876) – (Sohn von Prinz Christian von Schleswig-Holstein-Sonderburg-Augustenburg)
2. Francis Joseph, Fürst von Teck (9. Januar 1870 – 22. Oktober 1910)
3. Prinzessin Luise Margareta von Preußen (25. Juli 1860 – 14. März 1917) – (Gemahlin von Prinz Arthur)
4. Prinz Christian von Schleswig-Holstein-Sonderburg-Augustenburg (22. Januar 1831 – 28. Oktober 1917) (Gemahl von Prinzessin Helena)
5. Leopold Mountbatten (21. Mai 1889 – 23. April 1922) – (Enkel von Königin Victoria)
6. Prinzessin Helena (25. Mai 1846 – 9. Juni 1923) – (Tochter von Königin Victoria)
7. Adolphus Cambridge, 1. Marquess of Cambridge (13. August 1868 – 24. Oktober 1927)
8. Rupert Cambridge, Viscount Trematon (24. April 1907 – 15. April 1928)
9. Margaret Cambridge, Marchioness of Cambridge (9. April 1873 – 27. März 1929) - (Ehefrau von Adolphus Cambridge)
10. Prinzessin Victoria (6. Juli 1868 – 3. Dezember 1935) – (Tochter von König Eduard VII.)
11. Prinz Arthur (13. Januar 1883 – 12. September 1938) – (Sohn von Arthur, 1. Duke of Connaught and Strathearn)
12. Prinzessin Louise, Duchess of Argyll (18. März 1848 – 3. Dezember 1939) – (Tochter von Königin Victoria)
13. Prinz Arthur, 1. Duke of Connaught and Strathearn (1. Mai 1850 – 16. Januar 1942) – (Sohn von Königin Victoria)
14. Prinz George, 1. Duke of Kent (20. Dezember 1902 – 25. August 1942) – (Sohn von König Georg V.)
15. Prinzessin Helena Victoria von Schleswig-Holstein-Sonderburg-Augustenburg (3. Mai 1870 – 13. März 1948) (Tochter von Prinzessin Helena)
16. Prinzessin Marie Louise von Schleswig-Holstein-Sonderburg-Augustenburg (12. August 1872 – 8. Dezember 1956) (Tochter von Prinzessin Helena)
17. Alexander Cambridge, 1. Earl of Athlone (14. April 1874 – 16. Januar 1957)
18. Prinzessin Marina von Griechenland, Duchess of Kent (13. Dezember 1906 – 27. August 1968) – (Gemahlin von Prinz George)
19. Prinz Edward, Duke of Windsor, vormals König Edward VIII. von Großbritannien (23. Juni 1894 – 28. Mai 1972)
20. Prinz Wilhelm (18. Dezember 1941 – 28. August 1972)– (Sohn von Prinz Henry, 1. Duke of Gloucester)
21. Sir Alexander Ramsay (29. Mai 1881 – 8. Oktober 1972) – (Gemahl von Prinzessin Patricia)
22. Prinzessin Patricia, Lady Ramsay (17. März 1886 – 12. Januar 1974)
23. Prinz Henry, 1. Duke of Gloucester (31. März 1900 – 10. Juni 1974) – (Sohn von König Georg V.)
24. Prinzessin Alice, Countess of Athlone (25. Februar 1883 – 3. Januar 1981) – (Enkelin von Königin Victoria)
25. George Cambridge, 2. Marquess of Cambridge (11. Oktober 1895 – 16. April 1981)
26. Wallis Simpson, Duchess of Windsor (19. Juni 1896 – 24. April 1986) – (Gemahlin von Edward, Duke of Windsor)
27. Dorothy, Marchioness of Cambridge (18. Mai 1899 – 1. April 1988) – (Gemahlin von George Cambridge, 2. Marquess of Cambridge)
28. Sir Henry Abel Smith (8. März 1900 – 24. Januar 1993)
29. Lady May Abel Smith (23. Januar 1906 – 29. Mai 1994)– (Tochter von Prinzessin Alice of Albany)
30. Prinzessin Alice, Duchess of Gloucester (25. Dezember 1901 – 29. Oktober 2004) – (Gemahlin von Henry, Duke of Gloucester)
31. Sir Angus Ogilvy (14. September 1928 – 26. Dezember 2004) – (Gemahl von Prinzessin Alexandra von Kent)

### Ehemals auf dem Royal Burial Ground bestattet
1. Königin Maria von Jugoslawien (6. Januar 1900 – 22. Juni 1961) – (Gemahlin von König Alexander I. von Jugoslawien).  Im Jahr 2013 wurde der Leichnam der ehemaligen Königin in die Krypta der Kirche des Heiligen Georg auf dem Oplenac überführt.